# Không gian phủ

Trong tô pô, đặc biệt là tô pô đại số, không gian phủ là một quan hệ giữa hai không gian tô pô đồng phôi địa phương. Trong số các không gian phủ, không gian phủ phổ dụng là một không gian phủ đặc biệt quan trọng: nó là vật phổ dụng trong phạm trù các không gian phủ liên thông của một không gian tô pô cho trước.

Một ánh xạ phủ.

## Định nghĩa
Đặt {\displaystyle X} là một không gian tô-pô. Một không gian phủ của {\displaystyle X} là một không gian tô-pô {\displaystyle C} cùng với một toàn ánh liên tục
{\displaystyle p\colon C\to X\,}
sao cho với mọi {\displaystyle x\in X}, có một lân cận mở {\displaystyle U} của {\displaystyle x} mà {\displaystyle p^{-1}(U)} (nghịch ảnh của {\displaystyle U} bởi {\displaystyle p}) là một hợp rời các tập mở trong {\displaystyle C}, mà mỗi trong số đó đồng phôi với {\displaystyle U} qua {\displaystyle p}.
Tương đương, một không gian phủ của {\displaystyle X} có thể được định nghĩa là một phân thớ {\displaystyle p\colon C\to X} với các thớ rời rạc.
Ánh xạ {\displaystyle p} được gọi là ánh xạ phủ, không gian {\displaystyle X} thường được gọi là không gian cơ sở của phủ và không gian {\displaystyle C} được gọi là không gian toàn thể của phủ.

## Ví dụ
- {\displaystyle \mathbb {R} } là không gian phủ phổ dụng của {\displaystyle S^{1}.}
- Mặt cầu {\displaystyle S^{n}} phủ không gian xạ ảnh {\displaystyle P_{n}(\mathbb {R} )}. Với {\displaystyle n>1}, đây là một phủ phổ dụng.

## Phủ phổ dụng
Một không gian phủ là một không gian phủ phổ dụng nếu nó liên thông đơn (i.e. nếu nó liên thông và nhóm cơ bản của nó là nhóm tầm thường). Tên phổ dụng xuất phát từ thuộc tính quan trọng sau: nếu ánh xạ q: D → X là phủ phổ dụng của không gian X và ánh xạ p: C → X là bất kỳ phủ nào của không gian X với C liên thông, thì tồn tại một phủ f: D → C sao cho p ∘ f = q. Tức là 
 Phủ phổ dụng phủ mọi phủ liên thông.

### Thuộc tính nâng
Định lý - Đặt {\displaystyle p:C\to X} là một phủ. Giả sử {\displaystyle Y} là một không gian liên thông và {\displaystyle f:Y\to X} là một ánh xạ liên tục. Với mọi nâng {\displaystyle g,h:Y\to C} của ánh xạ {\displaystyle f} (i.e. {\displaystyle p\circ g=p\circ h=f}), ta có {\displaystyle g=h} hoặc {\displaystyle g(y)\neq h(y)} với mọi {\displaystyle y\in Y}
Nói riêng, nếu ta cố định một nghịch ảnh {\displaystyle e} và một phần tử {\displaystyle y\in Y} sao cho {\displaystyle p(e)=f(y)}, có nhiều nhất là một nâng thỏa mãn {\displaystyle e=g(y)}. Không phải lúc nào nâng cũng tồn tại: một ví dụ là ta không thể nâng ánh xạ đồng nhất {\displaystyle \mathrm {id} :\mathbb {S} ^{1}\to \mathbb {S} ^{1}} qua phủ {\displaystyle \mathbb {R} \to \mathbb {S} ^{1}}. Tuy nhiên trong trường hợp {\displaystyle Y=[0,1]} là một đoạn, nâng tồn tại và là duy nhất.

## Quan hệ vớigroupoid
Hàm tử groupoid cơ bản cho ta một tương đương phạm trù
{\displaystyle \pi _{1}:\operatorname {TopCov} (X)\to \operatorname {GpdCov} (\pi _{1}X)}
giữa phạm trù các phủ của một không gian tô-pô X (giả sử X thỏa mãn một thuộc tính nào đó) và phạm trù các phủ groupoid của π1(X).